# Gold Beach, Oregon
Gold Beach är administrativ huvudort i Curry County i Oregon. Enligt 2010 års folkräkning hade orten 2 253 invånare.

## Kända personer från Gold Beach
- Bridgette Wilson, skådespelare